# François-André Vincent
François-André Vincent (Parigi, 30 dicembre 1746 – Parigi, 3 agosto 1816) è stato un pittore neoclassico francese.

## Biografia
Allievo prima del padre, il miniaturista e professore dell'Accademia di San Luca François-Élie Vincent, poi di Joseph-Marie Vien, François Vincent vinse il Prix de Rome nel 1768 e soggiornò a Roma dal 1771 al 1775. Fu ammesso all'Académie royale nel 1777, esponendo regolarmente nei Salon. Nel 1799 sposò Adélaïde Labille-Guiard, pittrice e miniaturista, che gli fece anche il ritratto. 
Considerato capo della scuola neoclassica e principale rivale di Jacques-Louis David, fu presto eclissato dalla maggior fama di quest'ultimo, dal quale lo dividevano anche le posizioni politiche, giacobino David e monarchico Vincent.
Fu tra i primi membri dell'Académie des Beaux-Arts, la nuova istituzione creata al posto dell'Académie royale nel 1795. Nel suo studio si formarono molti nuovi pittori, fra i quali Charles Thévenin, Antoine Ansiaux, Charles Meynier, François-Joseph Heim e Charles Paul Landon.
È sepolto nel cimitero di Père-Lachaise a Parigi.

## Galleria d'immagini

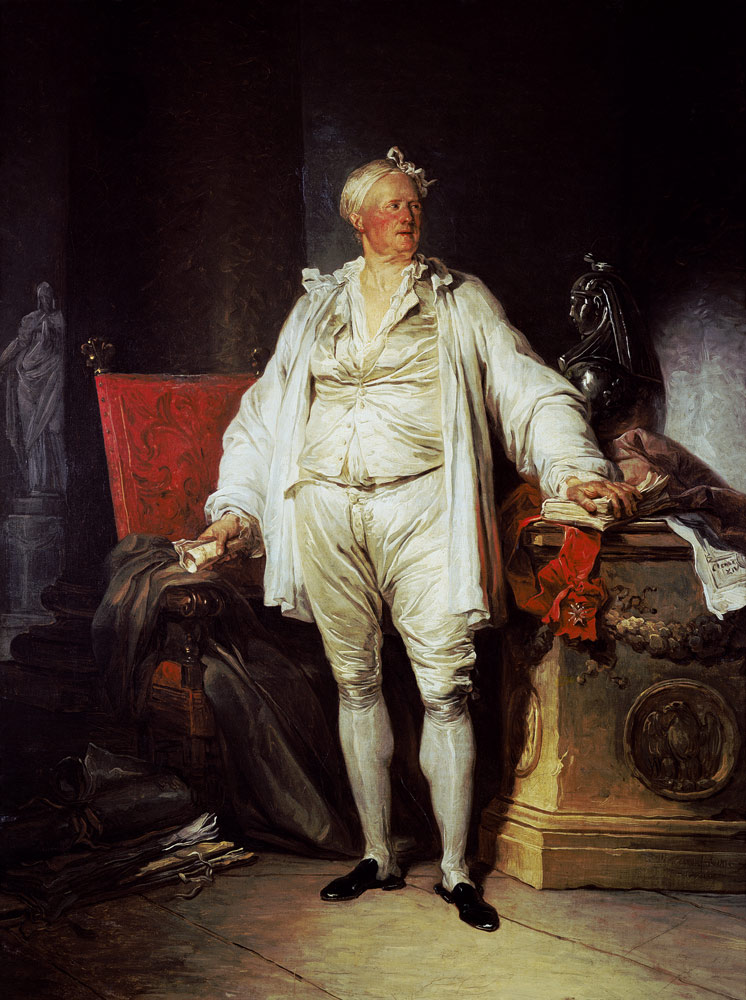
Ritratto di Monsieur Bergeret de Grancourt (1774). Musée des Beaux-Arts, Besançon.
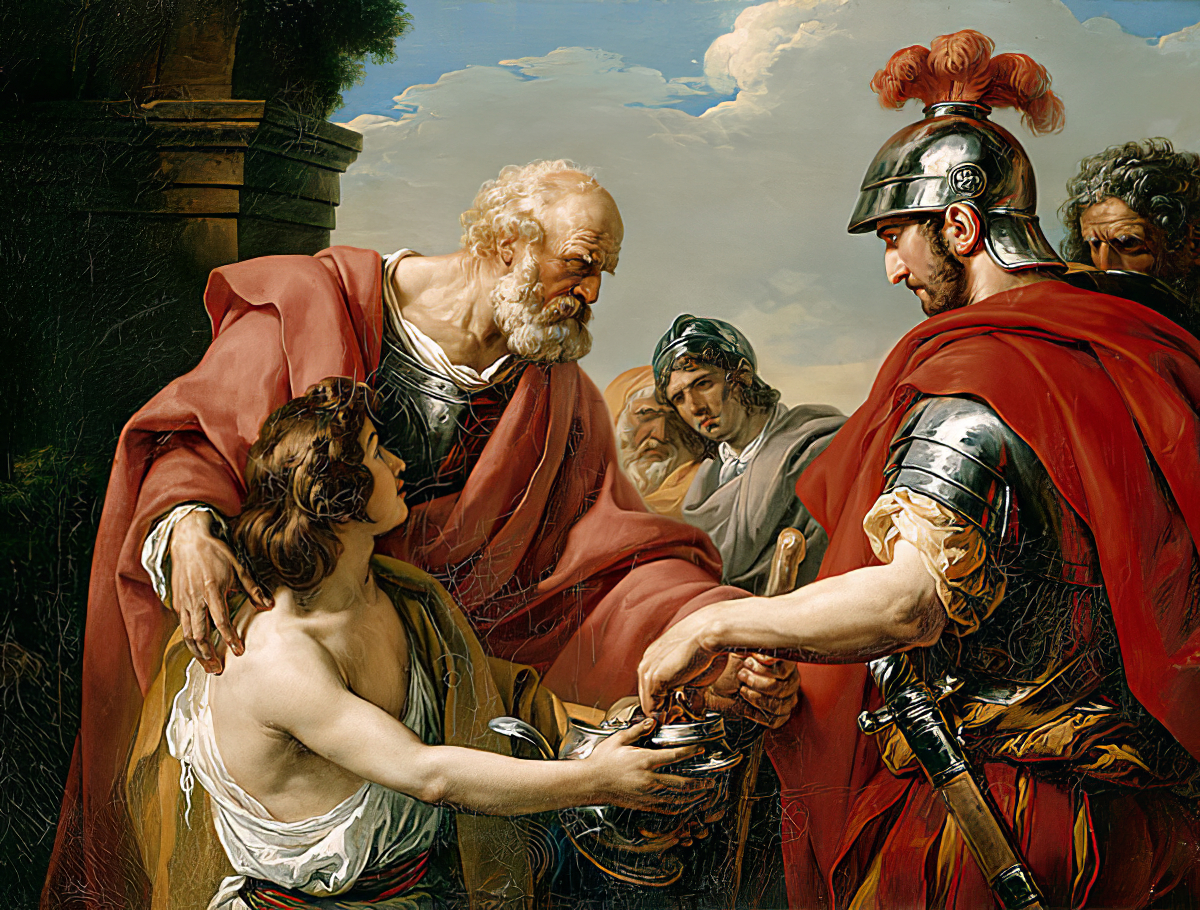
Belisario (1776). Musée Fabre, Montpellier.
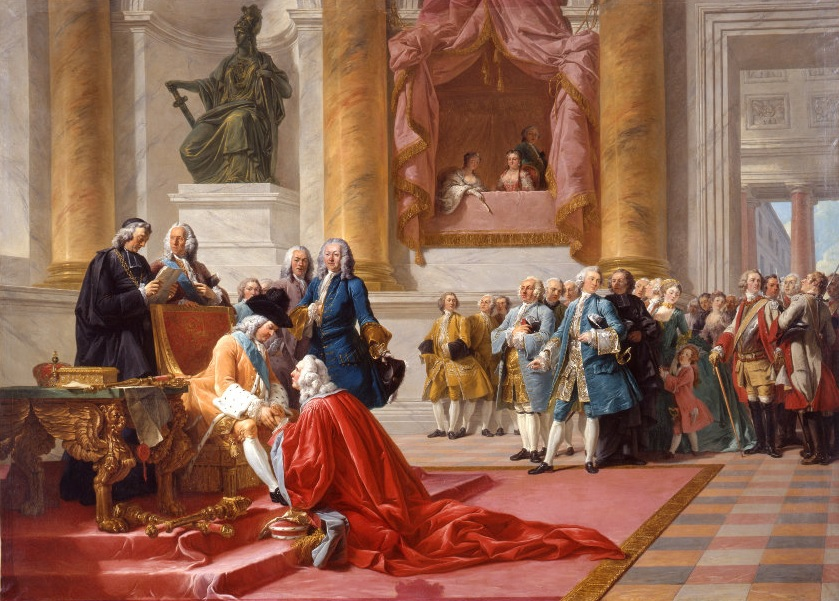
Il marchese de La Galaizière creato cancelliere di Lorena nel castello di Meudon da Stanislao Leczinski, il 18 gennaio 1737 (1778). Musée historique lorrain, Nancy.
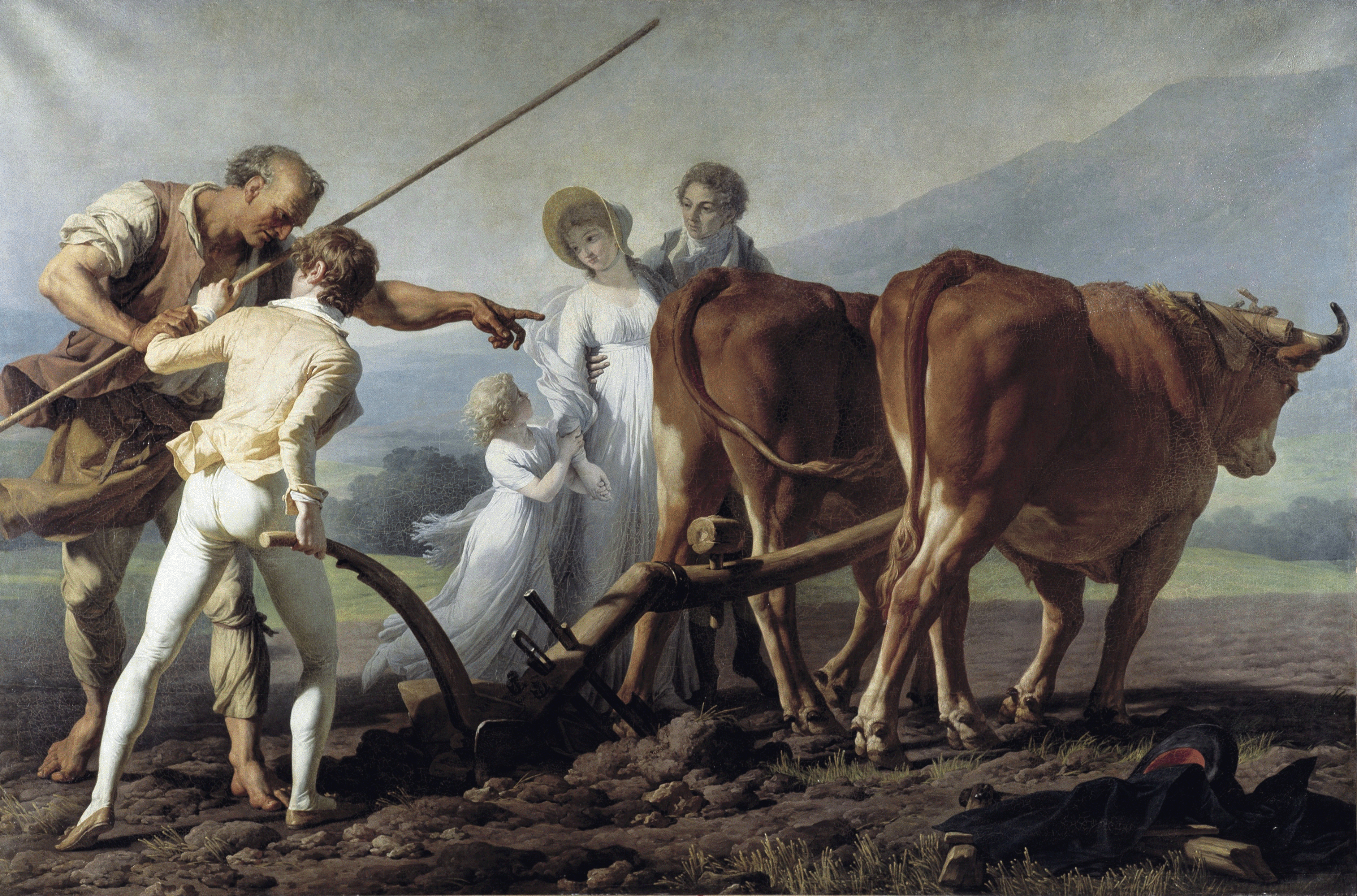
La lezione di aratura (1793-1798). Musée des Beaux-Arts de Bordeaux.